# Benton Crossing
Benton Crossing è un'area non incorporata nella Contea di Mono in California. Sita sulla riva del fiume Owen si trova a 11 miglia (18 km) nord nordest del Monte Morrison ad un'altezza di 6827 piedi, pari a 2081 m.